# Ocean dusz
Ocean dusz, (ang. Sea of Souls) – serial BBC opowiadający o grupie parapsychologów z fikcyjnego Clyde University (sceny filmowane w St Andrews College należącym dawniej do University of Strathclyde w Glasgow).

## Obsada
- Bill Paterson – dr Douglas Monaghan
- Dawn Steele – Justine McManus
- Iain Robertson – Craig Stevenson
- Louise Irwin – Tina Logan
- Archie Panjabi – Megan Sharma
- Peter McDonald – dr Andrew Gemmill
- Hugh Ross – Dean Claremont